# 越南民族主义
越南民族主義（越南語：chủ nghĩa dân tộc Việt Nam）是一種民族主義形式，主張促進越南人文化层面上的团结意识。它包含了越南人民幾個世紀以來為維護和捍衛越南民族的民族特性而懷有的廣泛的思想和情感。

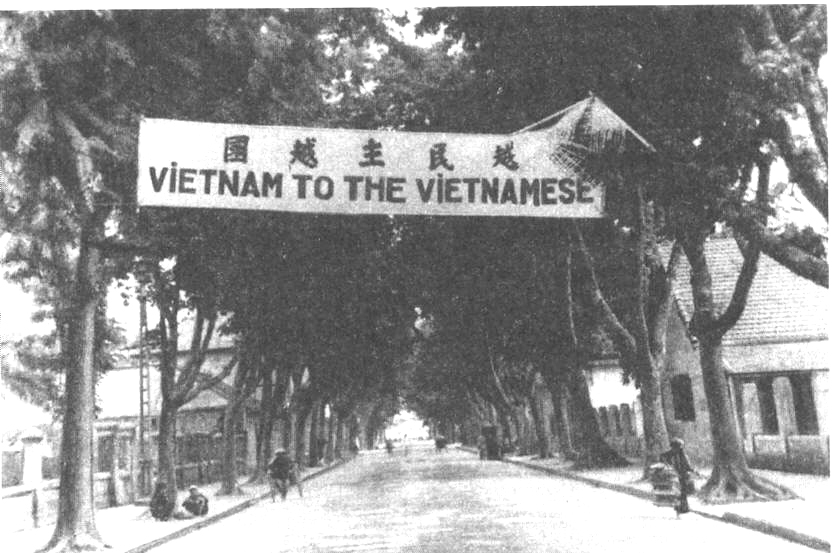
二戰結束後河內的街頭橫幅。

越南語被認為是該國唯一的語言。越南民族主義關注國家的軍事歷史，但也有文化和民間方面的內容。
越南的反華情緒以各種形式助長，從越南人認為他們在蒙古入侵越南期間捍衛中華文明的面貌免受滿族和蒙古人的侵害，到宣揚百越主義。宣揚反法的民族主義在過去一直表現很突出。越南目前的社會主義政府也被視為支持民族主義和共產主義的綜合體。
儘管在東亞文化範圍內，但越南民族主義也承認了自身作為東南亞一員的身份。

## 歷史

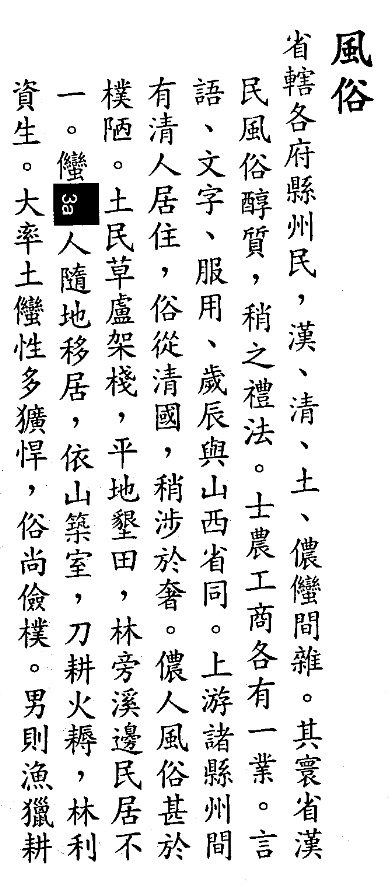
關於興化省人口統計的同慶時期文本，將民族稱為“Hán（越南）”（漢）、“Thanh”（清）和“Thổ”（土）。 這表明在法國統治初期，越南人仍然保持著“华夷之辩”，而土著人民和滿清王朝的臣民則被視為“文明程度較低”。

在甌駱和南越國等時代，由於沒有中央集權的制度，民族主義在民眾中很弱。然而，民族主義隨後快速增長。因為反對中國占領導致在中國統治的數千年中發生了許多戰爭，之後越南在白藤江之戰後終於在10世紀重新獲得獨立。李常傑著名的Nam quốc sơn hà（《南國山河》）便是一首愛國主義和民族主義的詩歌，至今仍流傳在越南社會幾代人的心中。平吳大誥則也被認為是越南反對中國朝代的另一項獨立宣言。
在17世紀，北部在鄭主統治時期，鄭主要求進入該國的中國人必須嚴格遵守越南習俗，並避免與城市中當地的越南民眾接觸。然而，在南方，阮氏領主对华人宽容，允許許多华人在征服的新土地上定居，一些华人甚至成為官員。
打敗西山後，阮主建立了阮朝。阮朝完成了越南的南進。在七百年的時間裡，從李朝開始，這個王朝逐漸入侵和殖民了整個占婆和高棉帝國的部分地區。在阮朝（最中國化和受孔子學說影響的朝代）統治下，他們試圖通過強迫他們採用中國化的越南習俗來同化他們佔領領土上的所有少數民族。阮朝複製了中國對中原的看法，認為自己屬於一種優越的文化，這與印度化的占城邦和高棉帝國不同。他們認為自己是在執行一項文明使命，去开化被視為野蠻人的少數民族。
後來，在阮朝開始統治越南之後，該朝代一直在對非越南人实行越南化政策。阮朝南進年間，嘉隆皇帝在區分高棉人和越南人時說“漢夷有限”。嘉隆之子明命皇帝就越南人強迫少數民族遵從中越風俗表示：“我們必須希望他們的野蠻習慣會在潛意識中消散，他們會逐渐对于汉人文明習俗耳濡目染。”受此影響的阮朝曾自稱為“Hán nhân”（汉人，引申为文明人）。

## 現代

### 經濟
越南人越來越多地抵制中國產品，轉而使用越南製造的產品。 這就是所謂的“越南製造”，以對抗“中國製造”。

### 文化
儘管受漢文化影響，並共享許多文化习俗，例如儒家思想，並以喃字和儒字作為其以前的書寫文字，但越南民族主義者大多拒絕接受中國對越南的影響。他們相信，在中國影響之前，越南人已經擁有深厚的文化，即东山文化，水稻種植，皆是由南亞语系民族主導。再加上與印度佔婆王國的互動和後來的征服，越南民族主義者認為自己處於印度和中華文明之間的十字路口。
越南教科書也提到中國的影響，但拒絕承認越南民族中的中國元素。越南北部是百越故地，因此他們認為中越文化相似之處是因為中國文化受到百越文化的影響。

### 軍事
許多越南將軍在越南社會被視為民族英雄，例如在1258年、1285年、1287年至1288年成功擊退蒙古人對越南的三次入侵，勇敢抵抗強大的蒙古帝國的著名將軍阮惠，以及陳興道，一位受人尊敬的皇帝和將軍，在玉海之戰中擊敗了清军，被認為是越南歷史上最偉大的軍事勝利之一。 陳興道和阮惠都有幾條以他們命名的街道和豎立的雕像來紀念他們，他們都被列為歷史上最偉大的將軍之一。
越南還非常尊重其在越南古代歷史上反對中國擴張主義的許多將軍，例如徵氏姐妹和趙嫗夫人，她們是領導反對中國占領的重大獨立運動的女英雄。吳權於938年在白藤江戰役中首先成功擊敗中國南漢並建立越南獨立，黎桓於981年擊敗宋朝，黎利打敗明朝，建立黎朝，解放了越南。
20世紀的越南抵抗法國運動也產生了一種自豪感。 胡志明在第二次世界大戰期間戰胜日本人，在第一次印度支那戰爭中戰勝法國人，宣布越南民主共和國成立，被視為現代越南的奠基人。武元甲也被公認為越南當前歷史上最成功的將軍之一，不僅在上述兩場戰爭中取得勝利，還領導了統一南越和北越的統一戰爭和中越戰爭。

### 教育
越南教科書中大力宣傳越南民族自豪感，尤其是其發展和英雄主義。許多越南故事在青年教育和老一輩中仍然被大量提及，這被認為是越南民族主義保持活力的主要因素。

## 大越南主義
“大越南”的意識形態是一些越南民族主義政黨的流行概念，這些政黨宣稱擁有兩廣（廣西和廣東）的領土，以及老撾、柬埔寨等。這個想法只是20世紀初之後新發展起來的意識形態，但在2014年越南反華抗議活動之後開始流行起來。
根據越南民族主義團體的說法，這些領土傳統上是越南的，直到外國列強的擴張佔領了這些領土，越南必須重新奪回這些領土。這種意識形態的基礎並沒有被越南歷史上的任何政府或當前的共產黨政府所實踐。